# Colares de rebuçados

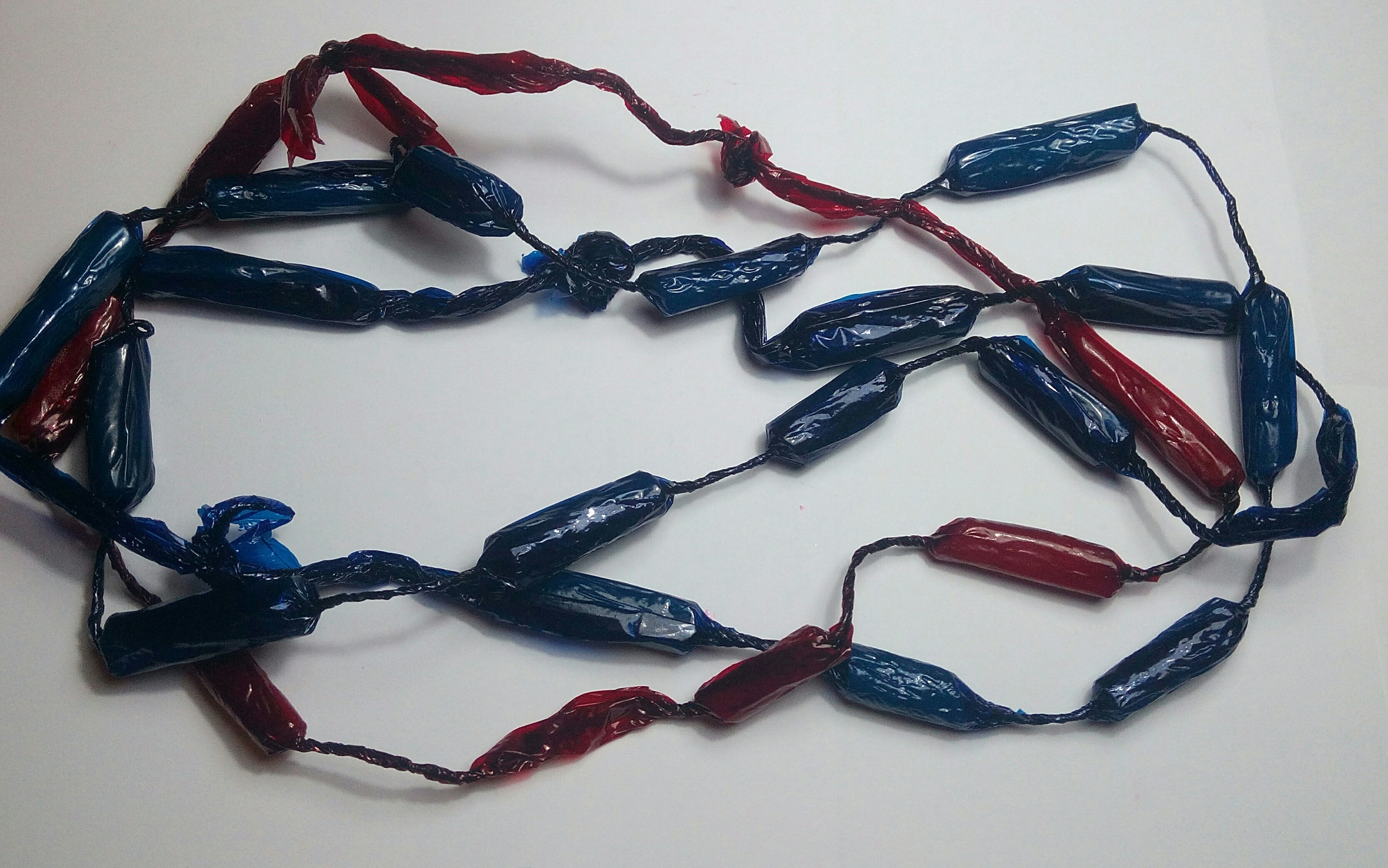
Colares de rebuçados madeirenses

Os colares de rebuçados são uma guloseima tradicional dos arraiais e romarias da Região Autónoma da Madeira, em Portugal. Consistem em pequenos rebuçados cilíndricos envoltos em papel celofane colorido que forma um colar. São vendidos nas barracas das festas populares por toda a região.